# St. Maria Magdalena (Leinefelde)

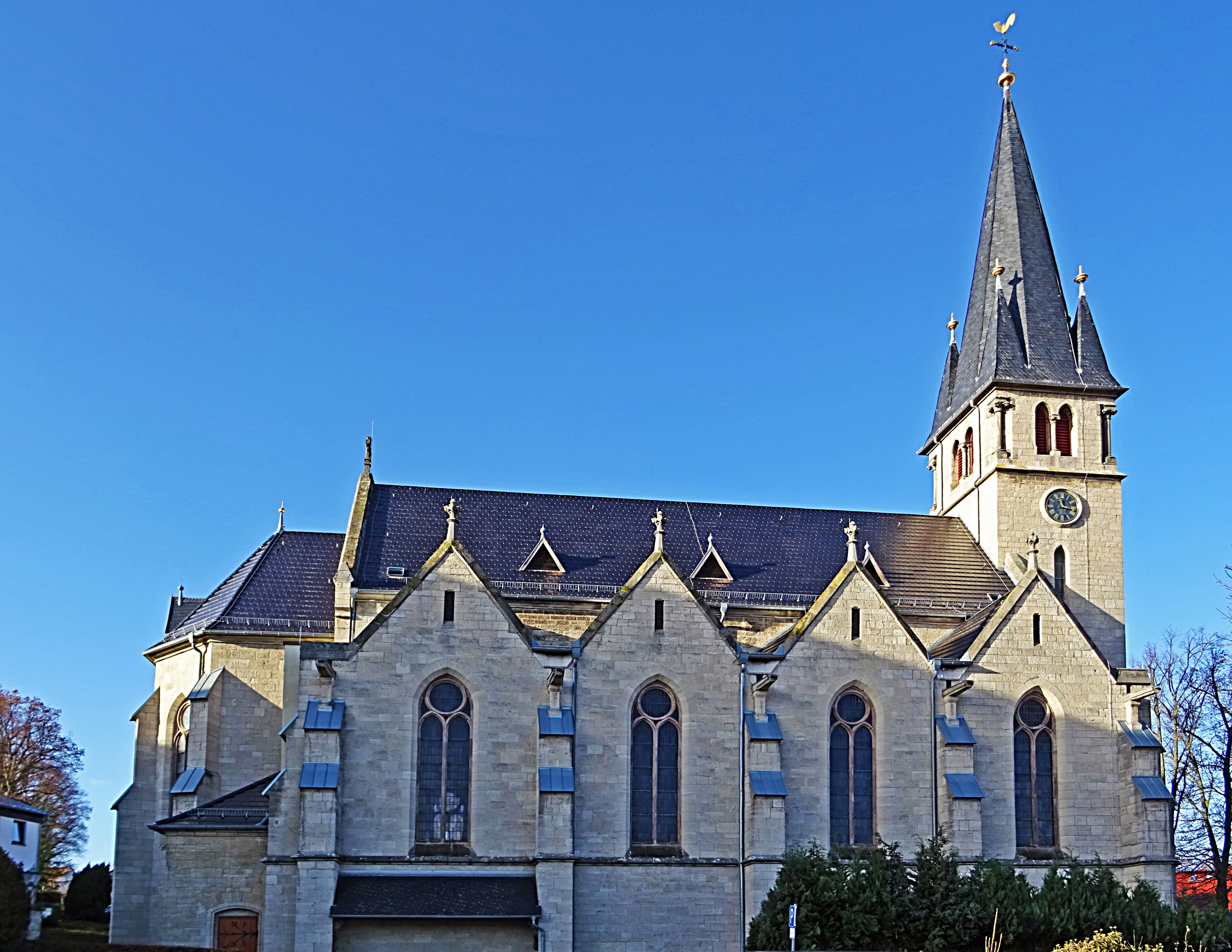
Kirche St. Maria Magdalena

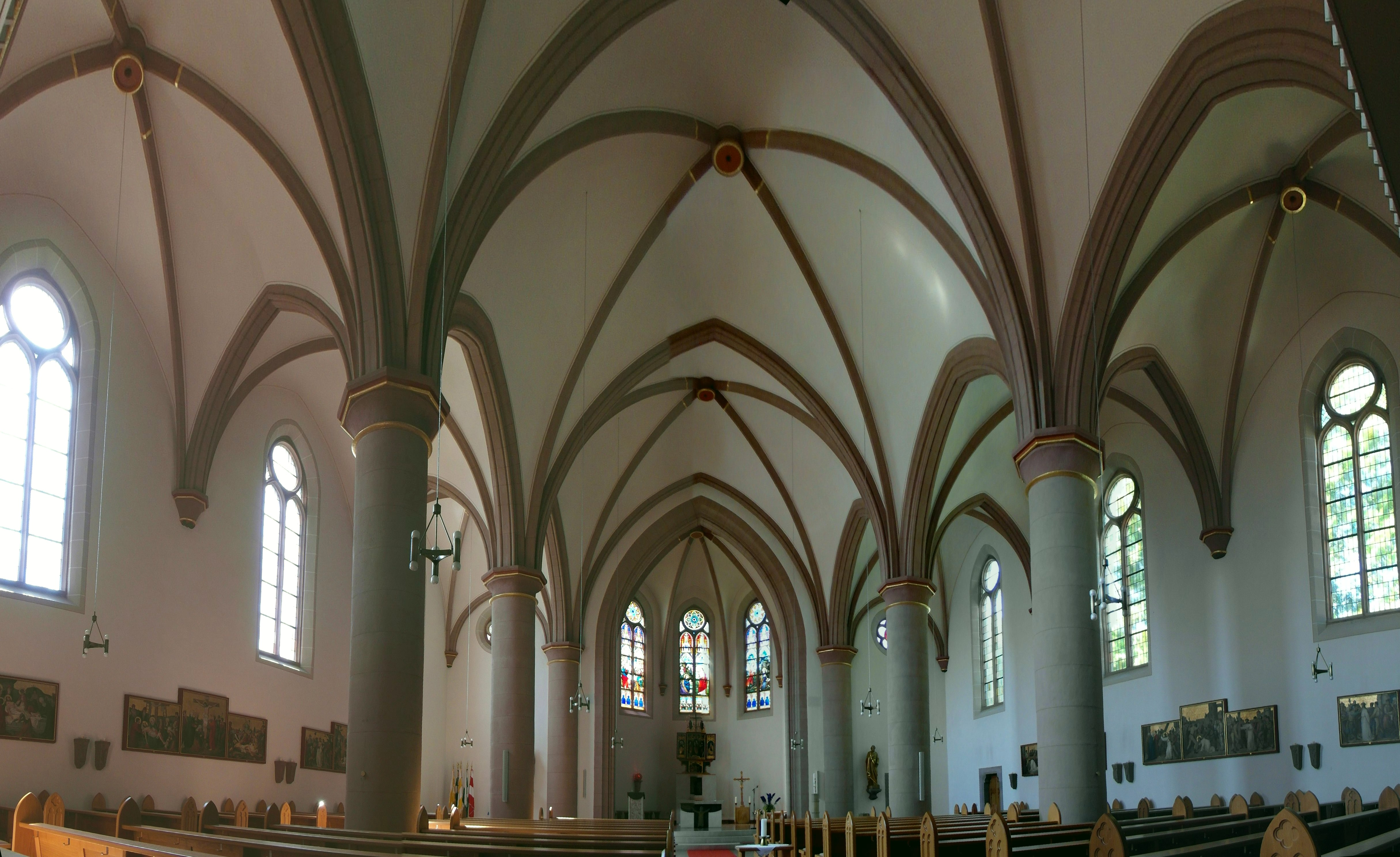
Innenraum-Panorama

Die römisch-katholische Pfarrkirche St. Maria Magdalena (Neue Kirche) steht in Leinefelde im thüringischen Landkreis Eichsfeld. Sie ist die Pfarrkirche der Pfarrei St. Maria Magdalena Leinefelde im Dekanat Leinefelde-Worbis des Bistums Erfurt. Sie trägt das Patrozinium der heiligen Maria Magdalena.

## Geschichte
Die Pfarrkirche ist in der Zeit von 1886 bis 1889 erbaut worden. Der Paderborner Weihbischof Augustinus Gockel weihte sie 1893 ein.
Sanierungen fanden in den Jahren 1981, 1995 und 2002/2003 statt.

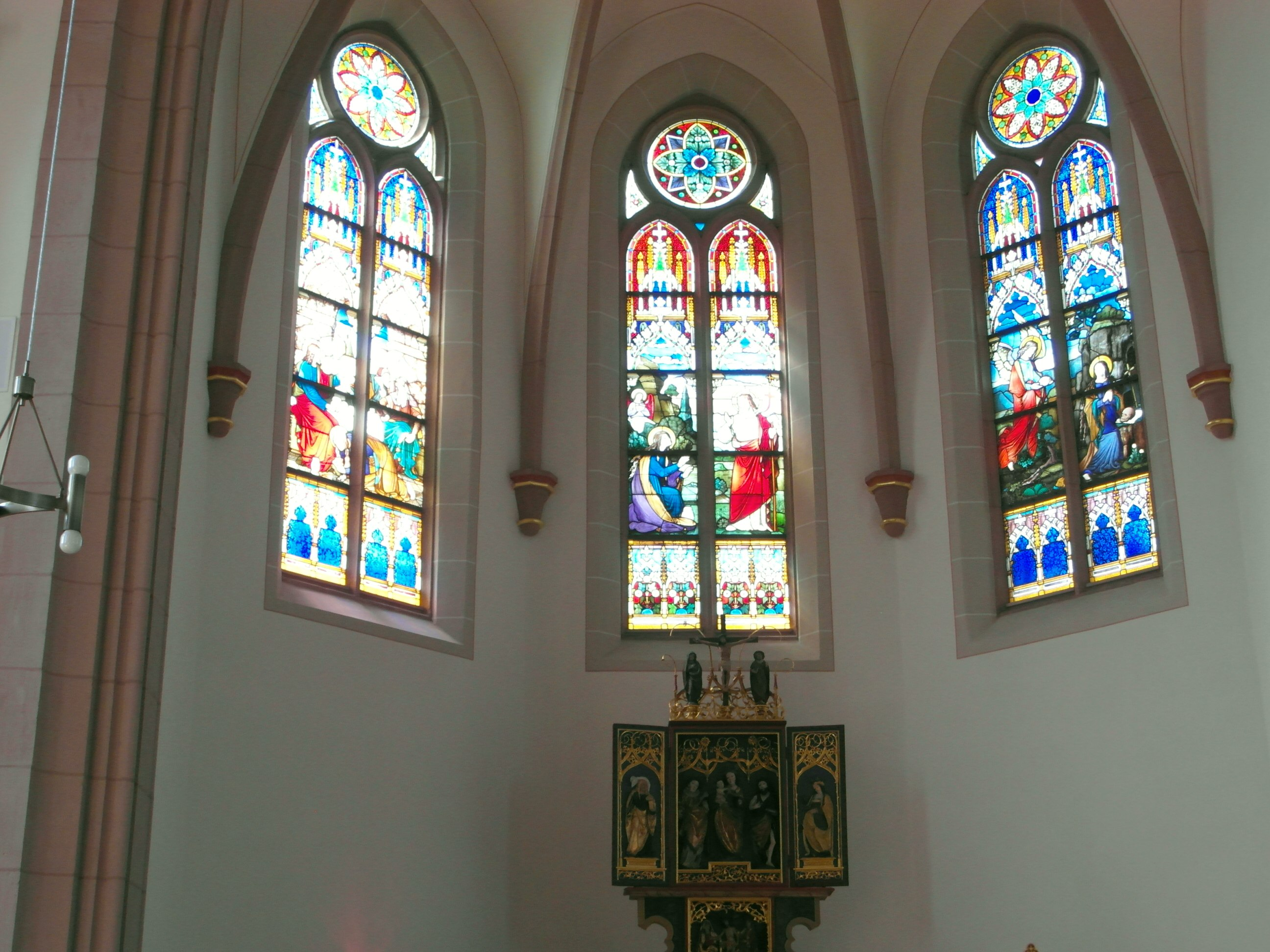
Chor der Magdalena-Kirche

## Architektur
Der neugotische Bau mit Kreuzrippengewölbe steht in Nord-Süd-Ausrichtung und ist vollständig mit Werksteinen verkleidet. Der Turm befindet sich im Norden, der eingezogene Polygonalchor im Süden.

## Ausstattung

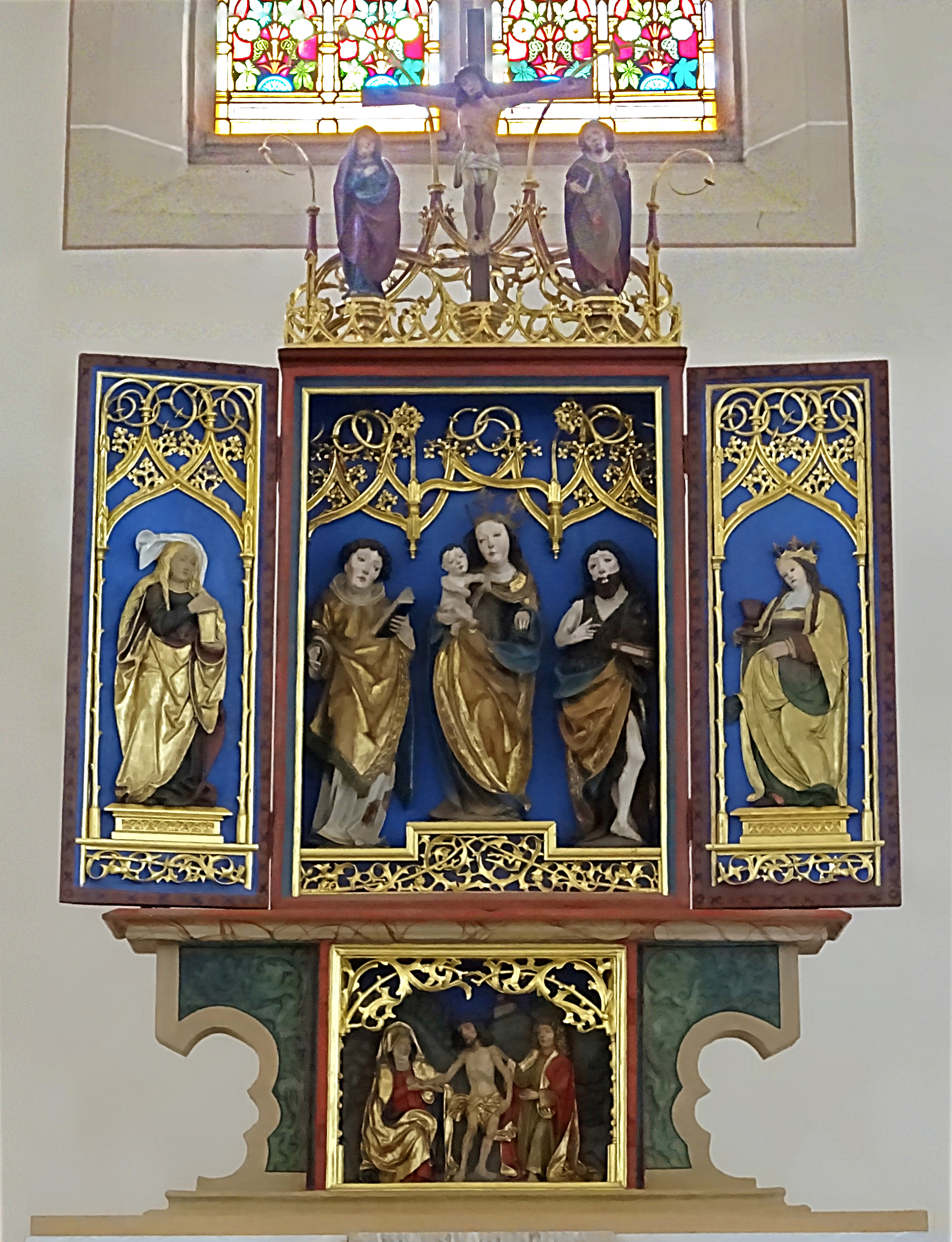
Der Flügelaltar aus dem 15. Jh.

In der Kirche steht ein vermutlich in Kärnten gefertigter Flügelaltar vom Ende des 15. Jahrhunderts. Im Gesprenge befinden sich die farbig gefassten Skulpturen von Jesus am Kreuz flankiert von Maria und Johannes. Das Relief im mittleren Teil des Triptychons stellt Maria mit dem Jesusknaben dar, flankiert von Johannes dem Täufer und einem weiteren Heiligen. Die beiden Seitenflügel enthalten Reliefs von Maria Magdalena mit einem Salbgefäß und Barbara von Nikomedien mit ihrem Attribut, dem Kelch. Das Relief in der Predella stellt Jesus als Schmerzensmann dar, der von seiner Mutter und von Johannes gestützt wird.
Der Altar ist eine Leihgabe des Thüringer Museums in Eisenach. Nach seiner Restaurierung wurde er 2005 von Bischof Joachim Wanke geweiht.
Der Taufstein wurde um 1600 gefertigt. Der Kreuzweg ist eine um 1920 angefertigte Kopie des Zyklus in der Antwerpener Liebfrauenkathedrale.
Die Chorfenster zeigen Szenen aus dem Leben Maria Magdalenas, der Schutzpatronin der Kirche.

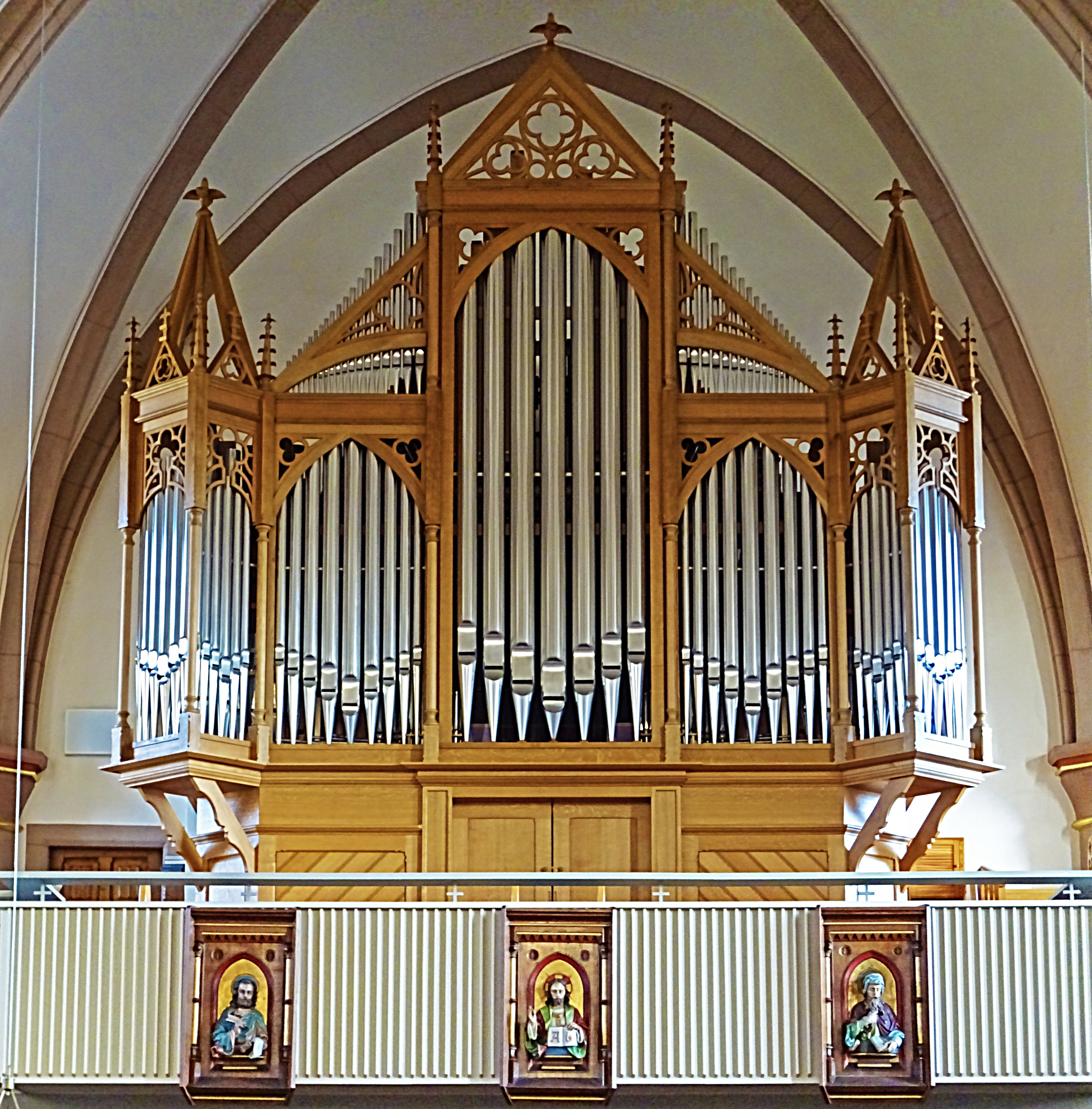
Petersilie-Orgel

## Orgel
Die Orgel mit dem neugotischen Prospekt ist ein Instrument der Firma F. E. Petersilie aus dem Jahr 1889. 2014 wurde sie durch Orgelbau Waltershausen generalüberholt und in den Originalzustand zurückversetzt.